# UFC 84
UFC 84: Ill Will（ユーエフシー・エイティフォー：イル・ウィル）は、アメリカ合衆国の総合格闘技団体「UFC」の大会の一つ。2008年5月24日、ネバダ州ラスベガスのMGMグランド・ガーデン・アリーナで開催された。
大会メインイベントでは、UFC世界ライト級王者BJ・ペンと前王者ショーン・シャークによるUFC世界ライト級タイトルマッチが行われた。

## 大会概要
本大会ではシェイン・カーウィン、キム・ドンヒョン、吉田善行、ホジマール・パリャーレス、アントニオ・メンデス、ゴラン・レルジッチがUFCに初めて参戦した。
ライトヘビー級ではUFC 73以来約1年振りの復帰戦となるティト・オーティズが総合格闘技無敗のリョート・マチダに判定で敗れ、契約が満了したことによりUFCを去ることとなった。また、同じく復帰戦となるヴァンダレイ・シウバはキース・ジャーディンにKO勝ちを収めた。
メインイベントのUFC世界ライト級タイトルマッチでは、王者BJ・ペンが前王者ショーン・シャークをTKOで降し、UFC世界ライト級王座の初防衛に成功した。
なお、大会は第2・第4試合を除いた全ての試合がペイ・パー・ビューにて放送された。

## 試合結果

### プレリミナリィカード
第1試合 ヘビー級 5分3R
○  シェイン・カーウィン vs.  クリスチャン・ウェリッシュ ×
1R 0:44 KO（右ストレート）
第2試合 ウェルター級 5分3R
○  キム・ドンヒョン vs.  ジェイソン・タン ×
3R 0:25 TKO（レフェリーストップ：グラウンドの肘打ち）
第3試合 ウェルター級 5分3R
○  吉田善行 vs.  ジョン・コッペンヘイヴァー ×
1R 0:56 TKO（レフェリーストップ：スピニングチョーク）
第4試合 ライト級 5分3R
○  リッチ・クレメンティ vs.  テリー・エティム ×
3R終了 判定3-0（29-28、29-28、29-28）
第5試合 ライトヘビー級 5分3R
○  ソクジュ vs.  中村和裕 ×
1R終了時 TKO（レフェリーストップ：脚の負傷）
第6試合 ミドル級 5分3R
○  ホジマール・パリャーレス vs.  アイヴァン・サラベリー ×
1R 2:36 腕ひしぎ十字固め

### メインカード
第7試合 ライトヘビー級 5分3R
○  チアゴ・シウバ vs.  アントニオ・メンデス ×
1R 2:24 TKO（ギブアップ：マウントパンチ）
第8試合 ライトヘビー級 5分3R
○  リョート・マチダ vs.  ティト・オーティズ ×
3R終了 判定3-0（30-27、30-27、30-27）
第9試合 ライトヘビー級 5分3R
○  ゴラン・レルジッチ vs.  ウィウソン・ゴヴェイア ×
2R 3:15 TKO（レフェリーストップ：パウンド）
第10試合 ライトヘビー級 5分3R
○  ヴァンダレイ・シウバ vs.  キース・ジャーディン ×
1R 0:36 KO（パウンド）
第11試合 UFC世界ライト級タイトルマッチ 5分5R
○  BJ・ペン vs.  ショーン・シャーク ×
3R終了時 TKO（レフェリーストップ：パウンド）
※ペンが王座の初防衛に成功。

### 各賞
ファイト・オブ・ザ・ナイト： ゴラン・レルジッチ vs. ウィウソン・ゴヴェイア
ノックアウト・オブ・ザ・ナイト： ヴァンダレイ・シウバ
サブミッション・オブ・ザ・ナイト： ホジマール・パリャーレス
各選手にはボーナスとして75,000ドルが支給された。